# Aéroport du Frioul-Vénétie Julienne
L'aéroport de Trieste,, (code IATA : TRS • code OACI : LIPQ) est un aéroport italien situé dans la région autonome du Frioul-Vénétie Julienne sur le territoire de la commune de Ronchi dei Legionari, à environ 25 kilomètres au nord-ouest de Trieste près de Monfalcone, dans la province de Gorizia (GO).

## Situation

### Carte des aéroports en Italie
| \| 100 km1:7 506 000 \| Abruzzes Alghero Ancône Bari Bergame Bologne Bolzano Brescia Brindisi Cagliari Catane Comiso Grosseto Coni Elbe Florence Foggia Gênes Lamezia Terme Lampedusa Milan L. Milan M. Naples Olbia Palerme Pantelleria Parme Pérouse Pise Reggio de Calabre Rimini Rome C. Rome F. Salerne Trapani Trévise Trieste Turin Venise Vérone |
| 100 km1:7 506 000 |

## Compagnies et destinations
| Compagnies  | Destinations |
| ----------- | --- |
| Air Serbia  | En saison : Belgrade-Nikola-Tesla |
| ITA Airways | Rome Léonard-de-Vinci/Fiumicino |
| Lufthansa   | Francfort |
| Ryanair     | - Bari-Karol Wojtyła, - Cagliari, - Catane-Fontanarossa, - Londres-Stansted, - Malte, - Naples-Capodichino, - Palerme Falcone-Borsellino, - Valence En saison : Barcelone-El Prat, Charleroi Bruxelles-Sud, Dublin, Paris-Beauvais |
| Wizz Air    | Tirana |

Édité le 15/01/2020. Actualisé le 09/01/2023.

## Statistiques

### En graphique
Pour des raisons techniques, il est temporairement impossible d'afficher le graphique qui aurait dû être présenté ici.

Voir la requête brute et les sources sur Wikidata.

### En tableau
| Année | Passagers | Cargo (tonnes) | Mouvements d'avions |
| ----- | --------- | -------------- | ------------------- |
| 2000  | 574,665   | 1,353          | 19,045              |
| 2001  | 636,736   | 1,684          | 16,994              |
| 2002  | 672,631   | 911            | 19,678              |
| 2003  | 614,368   | 717            | 16,708              |
| 2004  | 653,539   | 777            | 16,167              |
| 2005  | 615,759   | 831            | 16,594              |
| 2006  | 677,106   | 1,026          | 17,283              |
| 2007  | 742,136   | 1,215          | 18,977              |
| 2008  | 782,461   | 1,115          | 19,652              |
| 2009  | 700,870   | 885            | 15,395              |
| 2010  | 726,941   | 659            | 15,131              |